# Кочубей Антон Самійлович
Антон Самійлович Кочубей (22 жовтня 1909, село Зубцово Олександрійського повіту Херсонської губернії, тепер село Войнівка Олександрійського району Кіровоградської області — 10 серпня 1998, місто Херсон) — український радянський комуністичний діяч. Член ЦК КПУ в 1966—1976 р. Депутат Верховної Ради УРСР 5-го скликання. Депутат Верховної Ради СРСР 3—4-го і 6—8-го скликань.

## Життєпис
Народився в родині селянина-бідняка. Трудову діяльність розпочав у 1922 році чорноробом на Сабліно-Знам'янському цукровому заводі. Працював слюсарем і токарем у майстернях радгоспу імені Фрунзе Долинського району Зінов'ївської округи. Згодом працював на будівництві Криворізької електростанції і в ремісничих (машинно-тракторних) майстернях міста Кривого Рогу.
З 1931 року служив у Червоній армії, був курсантом Київської авіатехнічної школи.
Член ВКП(б) з 1932 року.
У 1933—1934 роках — партійний організатор ЦК ВКП(б) Ічинського рибоконсервного комбінату (Камчатська область). У 1934 році арештовувався органами ОДПУ СРСР, але був звільнений. Змінив прізвище на Октябрський.
У 1934—1936 роках — редактор газети «Камчатский колхозник». З 1936 року — 2-й секретар, 1-й секретар Мільковського районного комітету ВКП(б) Камчатської області. У 1941 році навчався на курсах при ЦК ВКП(б)
У 1941—1947 роках — у Червоній армії, учасник німецько-радянської війни. З червня 1941 року перебував на політичній роботі у 84-му районі авіабазування під Москвою, воював на Калінінському фронті. У червні 1942 року був поранений у ліву ногу, лікувався в госпіталях. З березня 1944 року — заступник командира по політичній частині 107-го окремого авіаційного полку зв'язку 3-го Прибалтійського фронту.
У 1947 році — заступник директора з політичної частини Обертинської машинно-тракторної станції (МТС) Станіславської області.
У 1947—1950 роках — 1-й секретар Чернелицького районного комітету КП(б)У Станіславської області.
У 1950—1953 роках навчався в Партійній школі при ЦК КП(б)У (місто Київ). У 1953 році працював інспектором ЦК КПУ.
У 1953 — червні 1955 року — 1-й секретар Калуського районного комітету КПУ Станіславської області.
У червні 1955 — червні 1956 року — інспектор ЦК КПУ.
У червні 1956 — 12 січня 1962 року — 2-й секретар Херсонського обласного комітету КПУ.
12 січня 1962 — січні 1963 року — 1-й секретар Херсонського обласного комітету КПУ. У січні 1963 — грудні 1964 року — 1-й секретар Херсонського сільського обласного комітету КПУ. У грудні 1964 — 5 жовтня 1972 року — 1-й секретар Херсонського обласного комітету КПУ.
З жовтня 1972 року — на пенсії.

## Звання
- майор

## Нагороди
- три ордени Леніна (26.02.1958, 1962, 4.11.1969)
- орден Трудового Червоного Прапора
- орден Вітчизняної війни І ст. (6.04.1985)
- орден Вітчизняної війни II ст (19.10.1944)
- орден Червоної Зірки (1.08.1944)
- медаль «За оборону Москви» (1.05.1945)
- медалі